# Лукаш Циборовський
Лукаш Циборовський (пол. Łukasz Cyborowski; нар. 21 червня 1980, Лігниця) – польський шахіст, гросмейстер від 2003 року.

## Шахова кар'єра
1992 року виграв чемпіонат Польщі серед юніорів до 12 років, а 1997-го – до 18 років. Увійшов до числа провідних польських шахістів, здобувши бронзову медаль на чемпіонаті Польщі 2001, який відбувся у Варшаві. У наступних роках він багато разів брав участь у фінальних турнірах. 2004 року представляв Польщу на шаховій олімпіаді в Кальвії.
Переміг чи поділив 1-ше місце на міжнародних турнірах, зокрема, а таких містах, як:
- Поліце (2001, разом з Дмитром Смєцом, Клаудішем Урбаном і Вадимом Малахатьком),
- Вроцлав (2001, меморіал Адольфа Anderssena),
- Гродзиськ-Мазовецький (2002, меморіал Мечислава Найдорфа),
- Ліппштадт (2003, разом з Яном Смітсом, Єнсом-Уве Майвальдом і Робертом Руком),
- Свідниця (2003, разом з В'ячеславом Дидишком),
- Поліце (2003, разом з Клаудішем Урбаном і Володимиром Маланюком),
- Краків (2003/04, турнір Cracovia, разом з Костянтином Чернишовим і Володимиром Маланюком),
- Лігниця (2005, разом з Олександром Рустемовим),
- Хойніце (2005, разом з Володимиром Маланюком і 2006),
- Ковалево-Поморське (2006),
- Пшелази (2008),
- Карпач (2008),
- Вроцлав (2009, разом з Олександром Сулипою, Владіміром Таллою і Мартином Кравцівим),
- Ревал (2010, турнір Морський коник Ревала),
- Кошалін (2014, Меморіал Йозефа Кочана – відкритий турнір, разом з Павелом Вейхголдом).

У складі команди GKSz Polfa Grodzisk Mazowiecki чотири рази вигравав медалі клубного чемпіонату Польщі (срібну – 2003, 2004, 2005; бронзову – 2002). Починаючи з 2006 року представляє клуб AZS UMCS Люблін, з яким здобув дві медалі клубного чемпіонату Польщі (срібну – 2006; бронзову – 2007).
Найвищий рейтинг Ело в кар'єрі мав станом на 1 січня 2007 року, досягнувши 2580 очок займав тоді 8-ме місце серед польських шахістів.

## Зміни рейтингу
| На цьому місці має відображатися графік чи діаграма, однак з технічних причин його відображення наразі вимкнено. Будь ласка, не видаляйте код, який викликає це повідомлення. Розробники вже працюють для того, щоби відновити штатне функціонування цього графіка або діаграми. | |
| | На цьому місці має відображатися графік чи діаграма, однак з технічних причин його відображення наразі вимкнено. Будь ласка, не видаляйте код, який викликає це повідомлення. Розробники вже працюють для того, щоби відновити штатне функціонування цього графіка або діаграми. |